# Thysanopyga commendata
Thysanopyga commendata är en fjärilsart som beskrevs av William Schaus 1912. Thysanopyga commendata ingår i släktet Thysanopyga och familjen mätare. Inga underarter finns listade i Catalogue of Life.